# Monte Ida (Turquía)

Situación del Monte Ida en un mapa de la antigua Tróade.

El monte Ida (en jónico-ático Ἴδη, Idê, en dórico Ἴδα, Ida) en la Tróade (o Ida frigio, por oposición al monte Ida de Creta), actual Kaz Dag (en turco: Kaz Dağı), es una cadena montañosa (1774 m de altitud en el punto culminante) de Misia, en Asia Menor, que delimita la región de Troya. Sus cimas más altas son el Cotyle y el Gárgaro. Este último a menudo está nevado. El promontorio que avanza en Tróade es llamado Lecto. 
Lecto, en la antigüedad, estaba situado en la travesía costera para navegar desde Ténedos hasta Lesbos. 
Los ríos Careso (actual Kokabas Çay), Rodio (actual Koka Çay), Gránico (actual Biga Çayi), Esepo (actual Gönen Çay), Escamandro (actual Mendere Çay), Simois (actual Dümruk Su), fluyen por la ladera norte del monte bastante alejados de Lecto.
Según Estrabón doblando el promontorio de Lecto se extiende el golfo Ideo o golfo Adramiteno, que está limitado por los promontorios opuestos de Gárgara y Pirra.

## Mitología
Las leyendas nacidas de los textos homéricos y del Ciclo troyano lo hacen teatro de numerosos episodios mitológicos:
- el príncipe troyano Ganimedes es criado allí por Zeus
- Afrodita sedujo allí al mortal Anquises
- Paris, hijo del rey Príamo, es expuesto allí al nacer y donde más tarde encontró a su futura esposa, la ninfa Enone. Es también donde tiene lugar su célebre juicio
- los dioses olímpicos se instalaron allí para observar el desarrollo de la guerra de Troya.

También era un santuario de Hera y de Cibeles. Esta última era llamada allí Mater deum magna Idaea, «Diosa Madre de los dioses, diosa del Ida». Esta diosa se establecería allí en el siglo VII a. C., tras haber abandonado Pesinunte, en Galacia.
Homero calificó la cadena montañosa como el «Ida de mil fuentes». Las pendientes de la montaña están cubiertas de bosques que albergan un gran número de bestias salvajes; así al Ida se le llama también «madre de las fieras».
El nombre «Ida» designa en ocasiones al conjunto de la Tróade.